# Nord Stream
Nord Stream, případně Severní proud (rusky Северный поток – Severnyj potok a německy Ostsee-Pipeline), je soustava neaktivních podmořských plynovodů na dně Baltského moře, které jsou určeny k přepravě zemního plynu z Ruska do Německa. Sestává ze dvou plynovodů – Nord Stream 1 (označovaný též prostě Nord Stream, dříve anglicky North European Gas Pipeline, NEGP) a Nord Stream 2 – z nichž každý má po dvou trubkách. Nord Stream 1 na ruské straně začíná ve Vyborgu nedaleko hranic s Finskem, Nord Stream 2 vede z osady Usť-Luga u estonských hranic. Z moře oba plynovody vycházejí v německém letovisku Lubmin na západním okraji Pomořanského zálivu.
Název plynovodu je inspirován anglickými názvy jiných významných podmořských plynovodů, jako jsou Blue Stream pod Černým mořem a Greenstream pod mořem Středozemním. Německé slovo nord (česky severní) v názvu pochází z původního německého názvu projektu Nordeuropäische Gaspipeline (NEGP).
Motivací pro výstavbu plynovodů bylo umožnění dodávek zemního plynu bez tranzitních rizik (dříve vybudované pozemní plynovody prochází územím třetích zemí). Nord Stream 1 byl spuštěn v roce 2011, zprovoznění dokončeného Nord Stream 2 bylo v roce 2022 zrušeno v reakci na ruskou invazi na Ukrajinu. Již předtím byl Nord Stream terčem kritiky zejména ze strany Spojených států a Ukrajiny, ale též zemí střední a východní Evropy, z důvodu obav o energetickou bezpečnost a ohrožení politické stability v Evropě posilováním ruského vlivu. 
V září 2022 byly oba plynovody vážně poškozeny sabotáží, která poškodila obě trubky Nord Streamu 1 a jednu trubku Nord Streamu 2. Plynovody jsou od té doby neaktivní. V roce 2023 vlastníci zvažují konzervaci plynovodů, která by zabránila další degradaci a umožňovala jejich opravu a znovuzprovoznění v budoucnu. Oprava je technicky možná, v současné situaci však nedává ekonomický smysl.

## Nord Stream 1

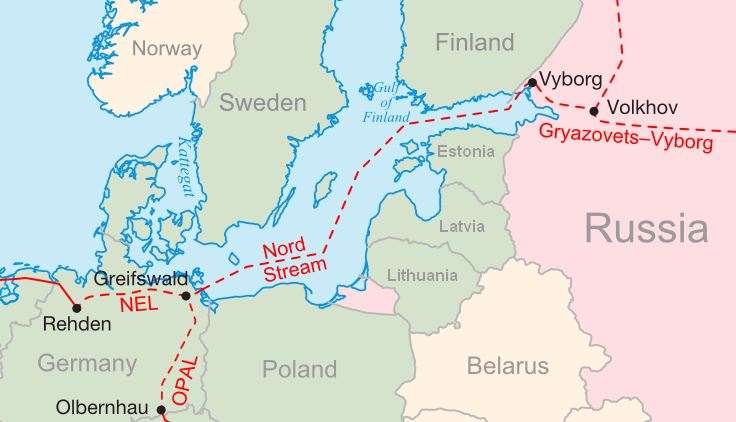
Trasa plynovodu Nord Stream 1

Prokázané rezervy zásob zemního plynu na základě The World Factbook (2014). Rusko má největší zásoby plynu na světě.

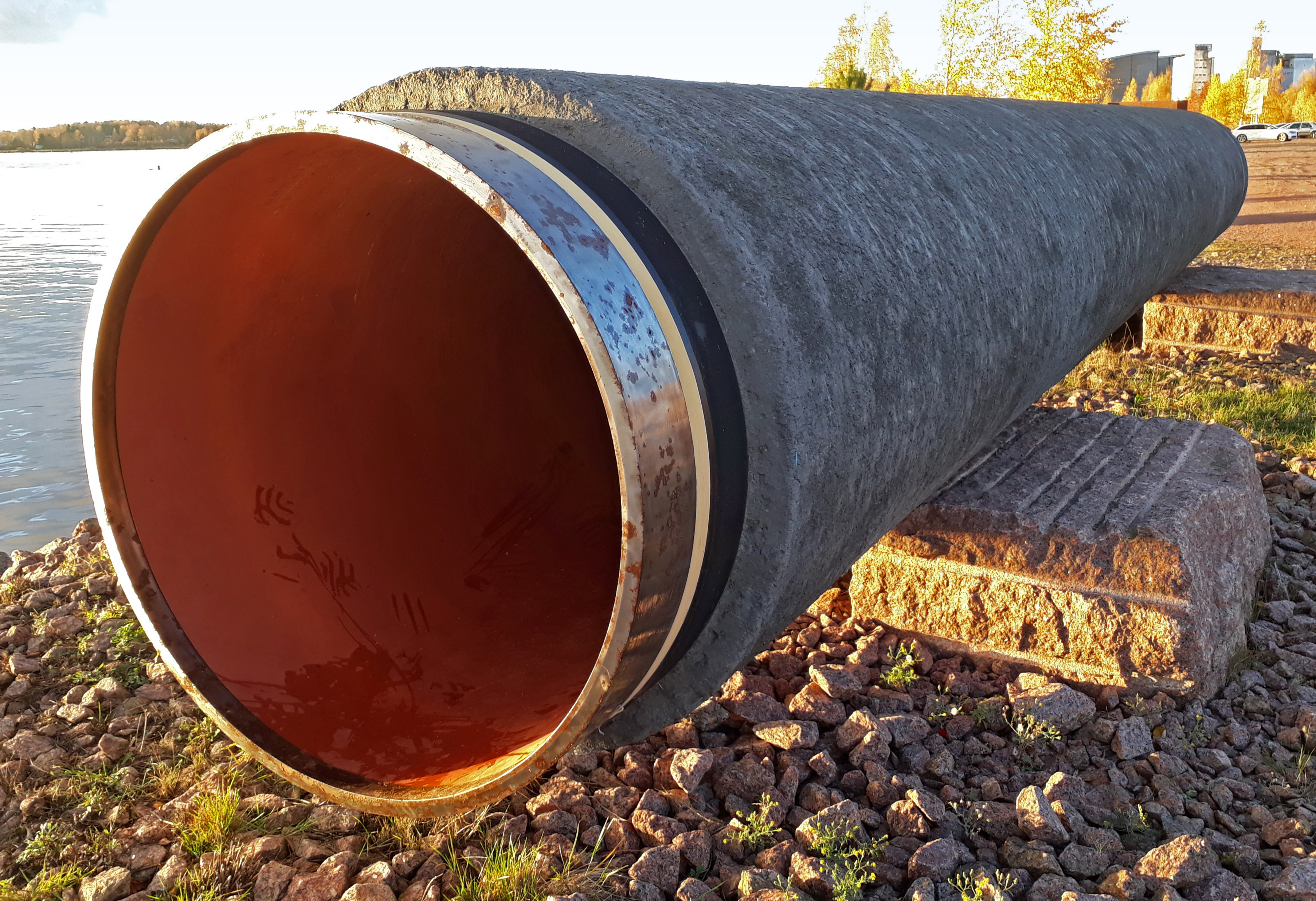
Část potrubí plynovodu Nord Stream k vidění v Kotce ve Finsku

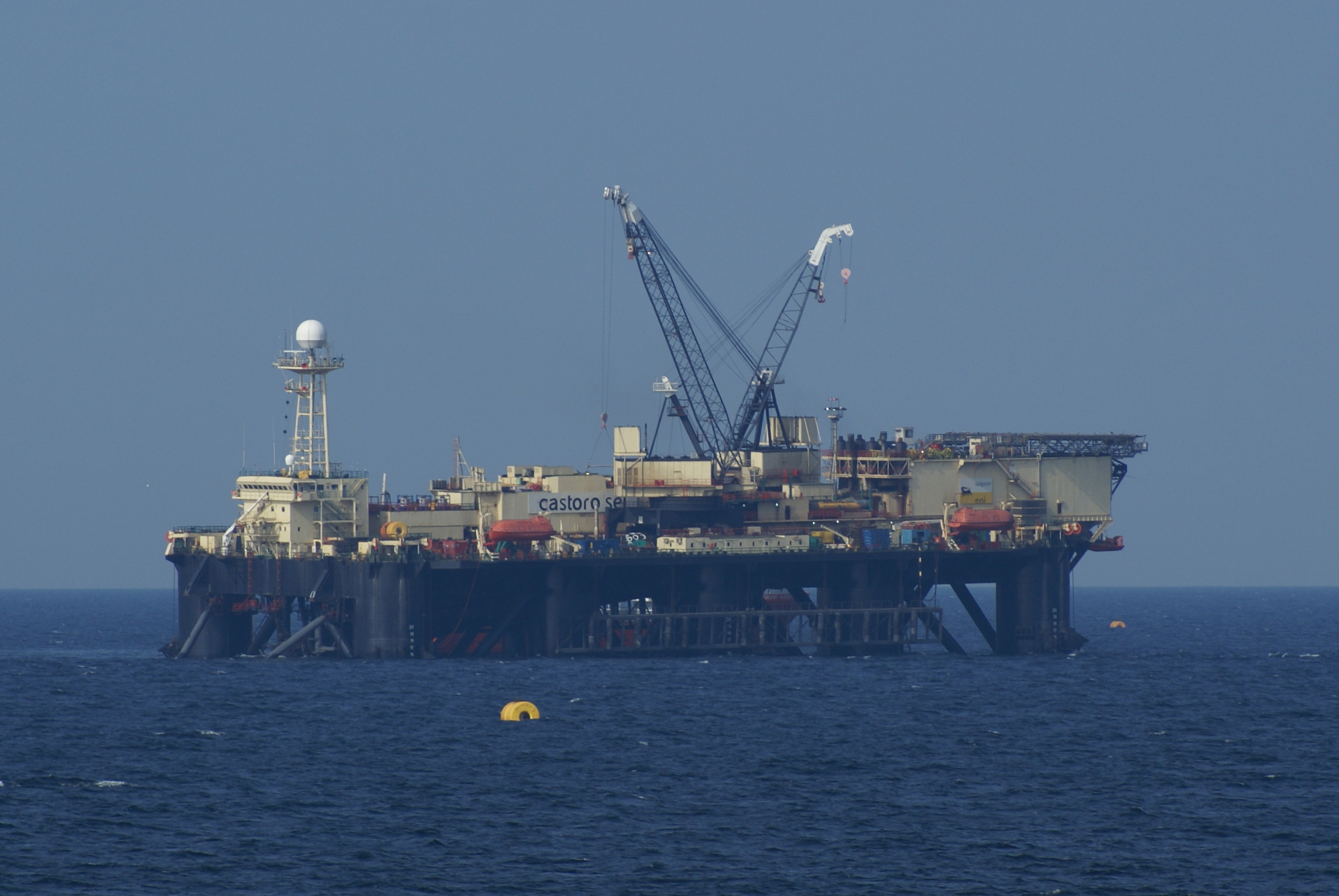
Castoro Sei, speciální loď pro pokládání potrubí na mořské dno při práci jihovýchodně od švédského ostrova Gotland koncem března 2011

Vlastníkem a provozovatelem plynovodu je Nord Stream AG, která sídlí ve Švýcarsku. Jejími akcionáři jsou s 51 % Gazprom international projects North 1 LLC (dceřiná společnost Gazrpomu), s 15,5 % německá Wintershall Dea AG, s 15,5 % německá PEG Infrastruktur AG (dceřiná společnost E.ON), s 9 % nizozemská N.V. Nederlandse Gasunie a s 9 % francouzská Engie.
Podmořská část plynovodu využívá dvě potrubí o průměr 1,153 metru a tloušťce 41, 38 a 26,8 mm s odpovídajícím pracovním tlakem 220, 200 a 170 barů (22, 20 a 17 MPa, resp. 3.200, 2.900 a 2.500 psi) a je chráněna betonovou obálkou. Celková kapacita je 55 bcm ročně (každá roura 27,5 miliard kubických metrů ročně).

### Historie
Původní projekt plynovodu pochází z roku 1997, kdy Gazprom a finská společnost Neste (později Fortum) založily společně společnost North Transgas, která později začala spolupracovat s německou plynárenskou společností Ruhrgas (později EON). Průzkum trasy a studie proveditelnosti byla provedena v roce 1998. Dne 8. září 2005 Gazprom, německý chemický koncern BASF a EON podepsaly základní dohodu o vybudování tohoto plynovodu. Za financování úvěru ve výši jedné miliardy euro, nabídnutého Gazpromu bankami Deutsche Bank a KfW, se zaručila německá vláda Gerharda Schrödera. Krátce poté, co nastoupila vláda Angely Merkelové, se stal Schröder předsedou dozorčí rady německo-ruského konsorcia pro výstavbu plynovodu, v němž Gazprom má podíl 51 %.
Po plynové krizi v roce 2009 se zvýšily i politické nátlaky, a jak Rusko, tak Německo začaly využívat naplno politický tlak s cílem realizovat stavbu plynovodu Nord Stream. Podle analytiků je z německého pohledu důležité, že podmořská přeprava plynu z Ruska posiluje energetickou bezpečnost Německa i jiných zemí jako jsou Česko a Rakousko.
9. dubna 2010 Rusko oficiálně zahájilo výstavbu plynovodu Nord Stream. Slavnostního ceremoniálu se zúčastnili ruský prezident Dmitrij Medveděv a německá kancléřka Angela Merkelová.
Plynovod Nord Stream byl do roku 2012 plně zprovozněn. První linka byla pomocí speciálních lodí položena do května 2011 a otevřena kancléřkou Merkelovou a tehdejším ruským prezidentem Medveděvem 8. listopadu 2011. Slavnostního ceremoniálu se zúčastnili také člen Evropské komise Günther Oettinger (komisař pro energetické otázky), premiéři Francie a Nizozemska, François Fillon a Mark Rutte a předseda představenstva Gazpromu Alexej Miller. Zprovoznění druhé linky, postavené v letech 2011–2012, se uskutečnilo 8. října 2012. Svou celkovou délkou 1224 km se Nord Stream 1 stal nejdelším podmořským plynovodem světa. V plánu je dále dobudování druhého dvojitého potrubí pro zdvojnásobení stávající kapacity. Také plynovody OPAL a NEL byly již dostavěny. 

### Problémy a kontroverze

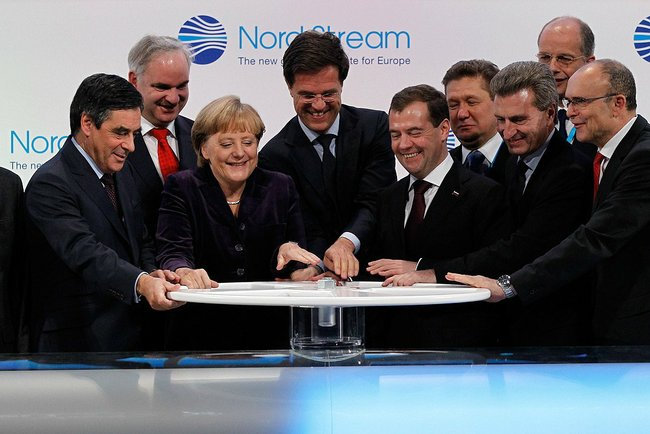
Slavnostní otevření plynovodu Nord Stream 8. listopadu 2011. Zleva François Fillon, Angela Merkelová, Mark Rutte, Dmitrij Medveděv, Alexej Miller, Günther Oettinger a další osobnosti.

Proti výstavbě plynovodu měly kromě Ukrajiny námitky také země v Pobaltí a Polsko, které Nord Stream 1 obchází, a proto se obávaly, že by mohly zůstat odříznuty od zdrojů plynu. Navíc přicházejí o zisk z tranzitních poplatků. Námitky těchto zemí ale nebyly vyslyšeny, protože souhlas těchto zemí nebyl zapotřebí. Plynovod vede po mořském dnu na výsostných územích Ruska, Finska, Švédska, Dánska a Německa. Nord Stream 1 byl také kritizován kvůli ekologickým dopadům, mj. na mořské dno. Odpůrci z řad ekologů tvrdili, že projekt porušuje zavedené ekologické normy, což je podle nich v rozporu s evropskou legislativou. Dalším důvodem kritiky bylo to, že Evropa je příliš závislá na Rusku a na jeho ochotě dodávat plyn do Evropy. Často se mluvilo o tom, zda Rusko nevyužívá plyn jako politickou zbraň.
Evropská unie požadovala, aby Rusko získalo kompletní souhlas všech zúčastněných zemí ještě před započetím stavby. Nord Stream 1 také konkuroval projektu Nabucco, který se nakonec neuskutečnil. Polští politici žádali, aby se raději postavil nový plynovod Jamal II, který by vedl přes Bělorusko a Polsko, a tak by obcházel Ukrajinu.
S projektem nakonec souhlasily všechny zúčastněné státy: Dánsko (22. října 2009), Finsko (5. listopadu 2009) a Švédsko (5. listopadu 2009). Rusko (18. prosince 2009) a Německo (21. prosince 2009) poté daly svůj definitivní souhlas. Některé protesty ekologů byly vyslyšeny, takže Finsko odminovalo své pobřeží, aby se plynovod mohl stavět.
Nord Stream 1 má kapacitu 55 miliard krychlových metrů za rok. Na Nord Stream 1 navazují v Německu plynovod OPAL, vedoucí do Česka, a plynovod NEL. Oba tyto plynovody by neměly bez projektu Nord Stream 1 smysl.

### Fungování po ruské invazi na Ukrajinu

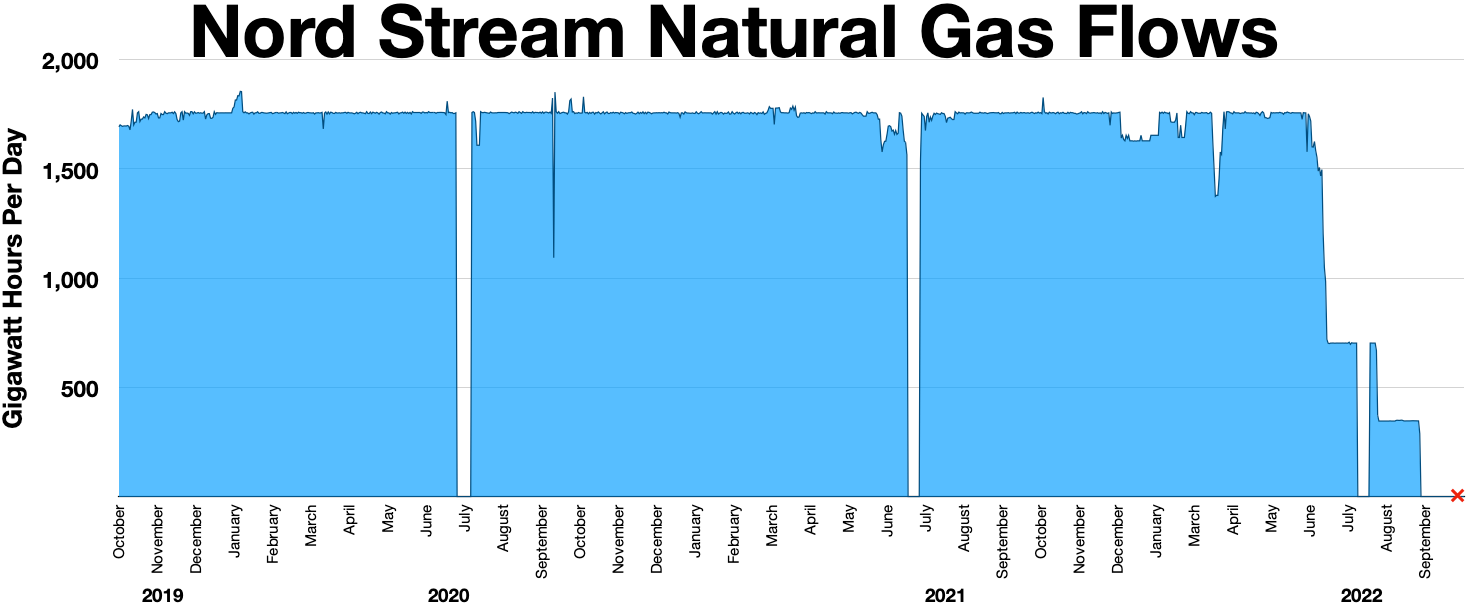
Tok zemního plynu v plynovodu Nord Stream 1 v letech 2019 až 2022

V reakci na ruskou invazi na Ukrajinu v roce 2022 představily v březnu 2022 Evropská komise a Mezinárodní energetická agentura společný plán na snížení závislosti na ruské energii, zahrnující snížení dovozu ruského plynu o dvě třetiny během jednoho roku a úplně do roku 2030. V květnu 2022 pak Komise zveřejnila konkrétnější plán na ukončení závislosti na ruské ropě, zemním plynu a uhlí do roku 2027.
V červnu 2022 Gazprom omezil tok zemního plynu v plynovodu o více než polovinu, když tvrdil, že kvůli sankcím nemůže získat důležitý náhradní díl důležitý pro fungování plynovodu. Výrobce dílu Siemens odmítl, že by díl byl nezbytný pro provoz plynovodu.
V červenci 2022 byl tok zastaven úplně pro pravidelnou roční údržbu po 10 dnů, tok byl poté obnoven v omezeném rozsahu. 27. července 2022 došlo k další redukci toku, plynovod fungoval jenom na 20 % své kapacity. Gazprom i toto odůvodňoval technickými problémy. 31. srpna pak Gazprom zastavil tok plynu úplně opět s odvoláním na technické problémy. Siemens uvedl, že závady, které ruská strana uvádí, nejsou technickým důvodem pro přerušení provozu plynovodu.

## Nord Stream 2

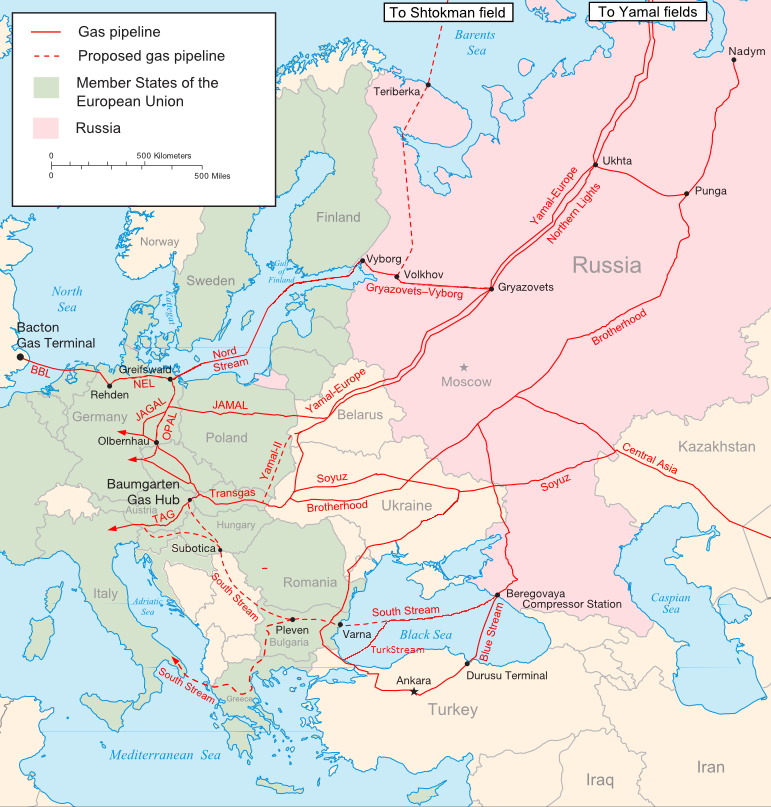
Hlavní stávající a plánované plynovody dodávající ruský plyn do Střední Evropy. Německo z Ruska dováží 50% až 75% zemního plynu.

Druhý plynovod s názvem Nord Stream 2 se začal realizovat roku 2015 kvůli rostoucí spotřebě zemního plynu v Německu a očekávaným výpadkům produkce v Nizozemsku.
Stavbu plynovodu financovala společnost Nord Stream 2 AG (jediným akcionářem je Gazprom), která měla být i jeho provozovatelem. Od března 2022 je však v úpadku.

### Historie
Dne 18. června 2015 podepsali zástupci rakouské společnosti OMV a ruského Gazpromu memorandum, podle kterého se Rakušané podílejí na výstavbě dvou dalších potrubí pod Baltickým mořem, tzv. projektu Nord Stream 2. Rozšíření plynovodu kopíruje již existující trasu plynovodu Nord Stream 1, odbočuje však do moře nedaleko pobřeží u ruského města Usť-Luga.
Na okraji hospodářské konference v Petrohradě bylo také oznámeno, že k uskupení firem, které se měly na této stavbě podílet, se připojily německá společnost EON a nizozemsko-britská společnost Shell. První z dvou potrubí mělo být postaveno a uvedeno do provozu do roku 2019. Téměř ve stejnou dobu bylo stavěno také druhé (celkově čtvrté) potrubí. Náklady projektu Nord Stream 2 velmi pravděpodobně přesáhnou náklady na jeho první fázi, které činily 7,4 miliardy eur. Obě nová potrubí mají přepravovat dalších 55 miliard m³ zemního plynu ročně do Evropské unie (EU). Existovaly domněnky, že od roku 2020 nemá být již žádný plyn z Ruska, určený pro Západní Evropu, přepravován přes dosavadní tranzitní Ukrajinu. Tyto eventuální následky výstavby plynovodu Nord Stream 2 byly předmětem intenzívních vyjednávání ze strany Evropské unie, především však mezi německou vládou a vládou Ruské federace o smluvním zabezpečení tranzitu plynu přes Ukrajinu. Jednání byla komplikovaná také proto, že platnost dosavadní smlouvy o dodávkách plynu ruskou společností Gazprom ukrajinské společnosti Naftogaz vypršela koncem roku 2019. Nakonec byla tato vyjednávání úspěšná a Ukrajině byl Ruskem smluvně zajištěn tranzit plynu do EU do roku 2024. V roce 2019 bylo přes Ukrajinu do EU dodáno 90 miliard m³ ruského plynu, což zajistilo Ukrajině ročně cca 3 miliardy eur tranzitních poplatků. Ukrajinské plynovody jsou však odborníky považovány za zastaralé.
Výstavbu plynovodu financoval z poloviny Gazprom, z druhé poloviny pak německá Wintershall Dea, německý Uniper, francouzská Engie, britský Shell a rakouská OMV.
Odhadovalo se že ruský plyn by díky potrubí Nord Stream 2 měl být pro Německo levnější než od jiných dodavatelů. Gergely Molnar, analytik společnosti Wood Mackenzie v Londýně podle citace agentury Bloomberg odhadl, že přeprava Nord Streamem je pro Německo dokonce o 40 procent levnější než přes Ukrajinu. Jedním z argumentů pro podmořský plynovod z Ruska byl také předpoklad, že lze očekávat pokles těžby plynu v Norsku a Nizozemsku. V době „velké energetické změny“ – tzv. Energiewende – a boje proti znečišťování ovzduší je zemní plyn pro Německo důležitý jako palivo pro moderní elektrárny.

### Sankce proti projektu
V roce 2017 odsouhlasil Kongres Spojených států amerických zavedení sankcí proti Rusku, které postihovaly i evropské firmy spolupracující na zdvojení plynovodu Nord Stream. Tyto americké sankce kritizovali německá kancléřka Angela Merkelová a tehdejší předseda Evropské komise Jean-Claude Juncker, kteří se obávali jejich negativního vlivu na energetické zásobování Evropské unie.
Začátkem roku 2019 bylo v orgánech Evropské unie dohodnuto řešení, které mělo urovnat spory o plynovod Nord Stream 2 v rámci EU a umožnit tento plynovod dostavět. Těmito opatřeními byl do určité míry omezen vliv ruského plynařského koncernu Gazprom na provoz plynovodu a naopak posílen vliv německé vlády a institucí EU. Stavba těchto dvou rour měla být původně dokončena do konce roku 2019. Určité zdržení stavby vzniklo zprvu kvůli stanovisku dánské vlády, která nesouhlasila s trasou plynovodu v blízkosti ostrova Bornholm, avšak koncem října 2019 po změně této trasy dala potřebné povolení.
V listopadu 2019 byla velká část potřebných prací, zvláště pokládání potrubí na mořské dno pomocí speciálních lodí (patřících nizozemským podnikatelům), už dokončena. Všechny státy, které leží na březích Baltického moře, daly potřebná zásadní povolení. Jako poslední to bylo Dánsko, které souhlasilo s tímto projektem v říjnu 2019. S ohledem na jisté aspekty ochrany přírody požadovalo Dánsko určitou změnu trasy (její prodloužení), což znamenalo další zdržení a prodražení stavby plynovodu. Nizozemská společnost Allseas pak krátkou dobu, pouze do prosince 2019, pokládala potrubí do hloubky 30 m a více pomocí speciálních lodí Pioneering Spirit a Solitaire. K dokončení plynovodu chybělo k tomuto datu jen asi 130 až 150 km rour, podle jiných údajů maximálně 160 km (tedy pouze 65 až 80 km trasy). V prosinci 2019 však pohrozily Spojené státy nizozemské společnosti Allseas silnými sankcemi, načež se její majitelé rozhodli obě lodě ze stavby odvolat.
Na jaře 2020 vyplula relativně malá ruská speciální loď Akademik Čerskij z přístavu Nachodka u Japonského moře. Začátkem května 2020 se dostala do území Baltského moře severovýchodně od německého ostrova Rujána, kde musela zakotvit. Poté připlula také druhá ruská loď Fortuna určená k pokládání potrubí v mělkých vodách, která zakotvila v Rostocku. Účelem případného nasazení obou lodí je dokončit zbývající část plynovodu od území jižně od dánského ostrova Bornholm do přístavního města Lubmin ve spolkové zemi Meklenbursko-Přední Pomořansko, práce však ani v prosinci 2020 nemohly kvůli americkým sankcím pokračovat.
Projekt Nord Stream 2 měl být podle změněného očekávání z roku 2019 dokončen v druhé polovině roku 2020. Kvůli rozsáhlým sankcím ze strany Spojených států to však nebylo možné. V lednu 2020 se vycházelo ze zpoždění až o jeden rok. V srpnu 2020 se Evropská komise ohradila proti sankcím USA a vzniklo očekávání, že by potrubím Nord Stream 2 mohl být již začátkem roku 2021 přepravován zemní plyn z Ruska. K 6. prosinci 2020 bylo však potrubí položeno na mořské dno jen na 94 % celé trasy. Ruské ministerstvo zahraničí protestovalo toho dne proti trvajícím snahám USA projekt Nord Stream 2 zcela zastavit. Ačkoliv německá spolková vláda tento projekt nadále podporovala a Rusko mělo v úmyslu pokračovat v pokládání potrubí pomocí vlastních lodí, byl termín dokončení projektu a tím jeho uvedení do provozu stále velmi nejistý. V prosinci 2020 bylo oznámeno, že ruská loď Akademik Čerskij zahájila práce na dokončení potrubí Nord Stream 2.
Certifikaci projektu Nord Stream 2 měla provést norská společnost Det Norske Veritas (DNV GL), která od roku 2012 pravidelně prověřuje i starší plynovod Nord Stream. Prověrky měly za cíl minimalizovat rizika projektu z hlediska bezpečnosti pro lidi a životní prostředí. Kvůli trvajícím americkým sankcím společnost prohlásila v listopadu 2020, že nemůže testovat ani ověřovat zařízení na plavidlech používaných ke stavbě plynovodu. Vzhledem k situaci, která trvala na počátku roku 2021, nebyla DNV GL schopna po dokončení výstavby potrubí vydat certifikát. Německá spolková země Meklenbursko-Přední Pomořansko, která měla zájem na dokončení plynovodu Nord Stream 2, se poté rozhodla působit proti americkým sankcím a také přesvědčovat veřejné mínění prostřednictvím ekologické nadace, kterou zřídila spolu s Nord Stream AG.

### Uvolnění sankcí
Podle odhadů měl být Nord Stream 2 dokončen v první polovině roku 2021. Jednu ze dvou linek podmořského potrubí bylo možno připojit k zařízením na souši koncem června 2021. Avšak teprve po v zásadě úspěšném jednání německé kancléřky Angely Merkelové s prezidentem Spojených států Joem Bidenem v červenci 2021 ve Washingtonu byly (jak se zdá jen předběžně) odstraněny politické překážky dokončení tohoto projektu. Tehdy bylo dohodnuto, že USA tomu již nebudou aktivně bránit. Německo a Rusko měly splnit určité podmínky, které mají umožnit Ukrajině, aby Nord Stream 2 rovněž akceptovala. Patřilo k tomu smluvní ujištění, že Rusko bude Ukrajině platit zhruba 2–3 miliardy dolarů jako roční poplatek za průtok plynu do EU přes její území do určité míry nezávisle na jeho objemu. To se již v zásadě stalo, koncem roku však ohledně Ukrajiny vznikla nová mezinárodní krize a plynovod Nord Stream 2 nadále není v provozu. Pozorovatelé mají za to, že by jeho uvedení do provozu mohlo vést ke snížení cen zemního plynu na trzích zemí Evropské unie.
Dne 10. září 2021 firma Gazprom oznámila, že výstavba plynovodu Nord Stream 2 byla dokončena. Zahájení komerčních dodávek plynu však ještě blokovalo chybějící rozhodnutí německého regulátora. V listopadu 2021 německý regulátor odložil schválení plynovodu Nord Stream 2, protože založení dceřiné společnosti Gazpromu pro zajištění jeho provozování nevyhovuje směrnici Evropské unie na dostatečné oddělení provozovatele plynovodu a dodavatelů plynu (kvůli zajištění nezávislosti, bezpečnostním rizikům a transparentnosti provozování plynovodu).
Na konci října 2021 schválila německá vláda kancléřky Angely Merkelové posudek, ve kterém bylo konstatováno, že „udělení certifikace neohrozí zásobování plynem Německa a Evropské unie“, že Gazprom „v podstatě nemá žádný vliv“ na objem dodávek plynu, ale „pouze poskytuje dopravní infrastrukturu pro dodavatele a zákazníky“. Ministerstvo tak ignorovalo argumenty proti plynovodu Polska a Ukrajiny, které se odkazovaly na to, že Rusko použilo plyn jako politický nástroj už v letech 2008 až 2009, 2014 a 2021. Posudek měl umožnit konečné schválení projektu německým regulátorem. Protože posudek dokládá naivitu německé vlády, byl dlouho utajován a teprve v říjnu 2022 poskytnut deníku Der Spiegel.
Ani po vydání knihy memoárů s názvem Svoboda, Paměti 1954-2021 v roce 2024 Angela Merkelová nepřipustila, že by stavba plynovodu Nord Stream 2 byla chyba, která zapříčinila ruskou invazi na Ukrajinu v roce 2022.

### Zablokování projektu
Dne 22. února 2022, tedy dva dny před vstupem ruských vojsk na území východní Ukrajiny, oznámil německý kancléř Olaf Scholz (do té doby zastánce NS2) na stupňující se nátlak některých zemí v čele s USA, že vzhledem ke změněné bezpečnostní situaci je odložen schvalovací proces plynovodu Nord Stream 2.

## Poškození plynovodů v září 2022

Mapa výbuchů

Dne 26. září 2022 poklesl tlak v té době již nevyužívaném plynovodu Nord Stream 1 blízko sebe ve švédských a dánských vodách a později i v jednom ze dvou souběžných vedení ještě nevyužívaného plynovodu Nord Stream 2 ze 105 barů na 7 barů. Únik plynu ze tří míst plynovodů byl hlášen poblíž dánského ostrova Bornholm. Dánská geologická služba GEUS zaznamenala dva otřesy nepřírodního původu, jeden ve 2:03 a druhý v 19:03.
Premiérky Švédska i Dánska po objevení úniků hovořily o úmyslném činu. CIA údajně varovala Berlín před možností sabotáže plynovodů před několika měsíci, což ale nebylo oficiálně potvrzeno. Seismologové potvrdili poškození plynovodů explozemi, přičemž způsobení tak rozsáhlých škod v hloubce 70 až 80 metrů by vyžadovalo speciální vybavení (potápěči a ponorka). Oznámili, že výsledky forenzní analýzy budou známy až později, protože rozsah a typ škod je nutné ověřit pod vodou na místě poškození. Úniky způsobily čtyři exploze, první v 2:03 na trubce A plynovodu Nord Stream 2 a další tři v 19:03 nedaleko od sebe (asi 79 km od prvního výbuchu), který poškodily znovu trubku A plynovodu Nord Stream 2 a obě trubky plynovodu Nord Stream 1. Potrubí B plynovodu Nord Stream 2 poškozeno nebylo.
Německý vyšetřovací úřad pracoval se dvěma verzemi zodpovědnosti za útok –⁠ buď Ukrajina a síly s ní spojené nebo Rusko. Kvůli únikům plynu svolaly Dánsko a Švédsko dne 27. září krizové štáby. Čtvrtý únik plynu byl odhalen 29. září u Švédska. Švédská premiérka 10. října 2022 prohlásila, že Švédsko nebude sdílet výsledky vyšetřování výbuchů s Ruskem. Případná oprava plynovodů by trvala alespoň půl roku (tedy celou zimu 2022/2023) a není jisté, zda na ní bude mít Německo vůbec zájem. Podle šéfa firmy Gazprom Alexeje Millera potrvá oprava nejméně rok.
Jednou z teorií bylo, že poškození plynovodů provedlo Rusko jako výstrahu Evropské unii a USA, že může zničit jakoukoliv infrastrukturu kdekoliv na světě a tím omezit další podporu Ukrajiny ve válce Ruska proti Ukrajině. Představitelé západních tajných služeb oznámili, že v místě výbuchů byly na začátku týdne spatřeny lodě a ponorky ruského námořnictva, avšak jejich spojitost s výbuchy je nejasná, protože podle dánského vojenského představitele je ruská vojenská přítomnost na tomto místě velmi častá. K výbuchům došlo mimo teritoriální vody Dánska, takže útok nebyl na území členského státu NATO.
Poškození plynovodů vedlo k velkým škodám na životním prostředí, protože z něj unikal skleníkový plyn metan, který je 30× silnější než CO2 v období 100 let a více než 80× silnější v období 20 let. Odhadované uniklé množství odpovídá ročnímu provozu 1,3 milionů automobilů po dobu jednoho roku nebo jedné třetině ročních dánských emisí skleníkových plynů. V plynovodu Nord Stream 2 byl natlakovaný technický plyn, což je obvykle zemní plyn nižší kvality, protože plynovod ještě nebyl v té době v provozu. Zvýšená koncentrace metanu ve vodě i samotné exploze také měly negativní vliv na podmořskou faunu.
Dne 12. října 2022 nabídl Putin na energetickém fóru v Moskvě dostatečné dodávky plynu pro Evropu během podzimu a zimy 2022/2023 nepoškozenou větví plynovodu Nord Stream 2 nebo plynovodem přes Turecko. Německo, kam plynovody Nord Stream vedou, nabídku odmítlo s tím, že Rusko není spolehlivý dodavatel. Mluvčí německé vlády Olafa Scholze připomněla, že dodávky plynu skrze Nord Stream 1 ukončilo Rusko již dlouho před jeho poškozením z politických důvodů a vyloučila možnost použití neschváleného plynovodu Nord Stream 2. Protože je jistina dodávek placena předem a Gazprom již v té době dlužil evropským odběratelům miliardy za nedodaný plyn (v rozporu s uzavřenými smlouvami), nechtěly evropské firmy s Ruskem obchodovat (musely by znovu platit bez jistoty dodávek jako například český ČEZ). ČEZ inicioval v únoru 2023 arbitráž ve výši miliardy korun proti Rusku za nedodaný plyn.
V listopadu 2022 švédští i dánští vyšetřovatelé potvrdili, že šlo o sabotáž, protože na plynovodech byly objeveny stopy výbušnin. Tehdy německý generální prokurátor Peter Frank prohlásil, že se zatím nepotvrdilo, že jde o zahraniční sabotáž a že důkazy proti Rusku nejsou, takže viník není zatím znám.
Podle článku deníku The Wall Street Journal ze srpna 2024 útok spáchala malá sabotážní ukrajinská skupina na jachtě Andromeda. Útok měli financovat ukrajinští podnikatelé a měl být proveden s vědomím tehdejšího vrchního velitele Ozbrojených sil Ukrajiny Valerije Zalužného. Plán měl být ústně schválen i ukrajinským prezidentem Volodymyrem Zelenským, který však měl nařídit zastavení operace po tom, kdy se o celém plánu dozvěděli západní tajné služby. Zalužný měl tento rozkaz ignorovat.

### Spekulace o zodpovědnosti za útoky
Podle zpravodajských služeb se v kritické době pohybovalo v oblasti 45 lodí s vypnutým transpondérem, který oznamuje polohu a identifikaci lodi, a že bylo použito více než 500 kg výbušnin vojenské kvality. K výbuchům došlo v hloubce 80 metrů, přičemž k položení náloží v takové hloubce je potřeba speciální potápěčské vybavení.

#### USA
Investigativní novinář Seymour Hersh zveřejnil 8. února 2023 text, který má dokazovat zničení plynovodu na příkaz prezidenta USA Joea Bidena. Zpráva kontroverzního novináře však byla kritizována jako nevěrohodná, protože mnoho jeho tvrzení lze vyvrátit. Bílý dům americký podíl kategoricky odmítl. V únoru 2023 Rusko oznámilo, že kvůli explozím plynovodů Nord Stream svolá zasedání Rady bezpečnosti OSN.

#### Jachta Andromeda

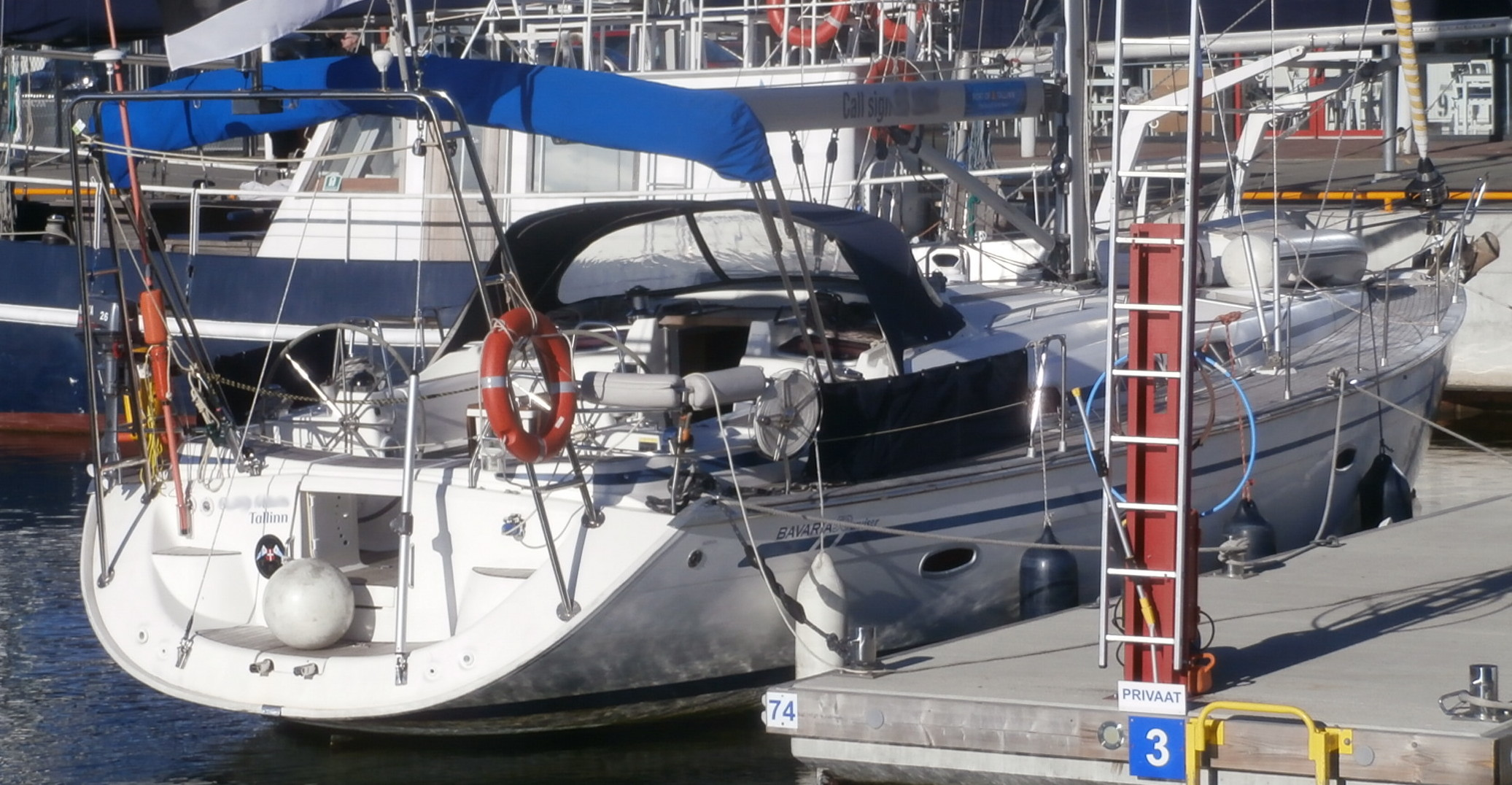
Andromeda je 15 m Bavaria C50

Deník The New York Times zveřejnil 7. března 2023 s odkazem na americké zpravodajské služby, že za útoky na plynovod Nord Stream stojí neznámé proukrajinské skupiny (odpůrci Putinova režimu), s největší pravděpodobností s ukrajinskými nebo ruskými státními příslušníky, ale že neexistují žádné důkazy, že by o útocích věděli nebo je nařídili vysocí ukrajinští představitelé. Podle reportáže německé televize ARD výbušniny dovezla z Polska k plynovodu jachta pronajatá od polské firmy patřící zřejmě dvěma Ukrajincům, na které odjelo pět mužů a jedna žena (kapitán, dva potápěči, dva asistenti a lékařka) a že v jachtě byly poté nalezeny stopy výbušnin na stole.
Podle článku německého týdeníku Der Spiegel zveřejněného v srpnu 2023 byl útok spáchán z výše zmiňované jachty Andromeda (Bavaria C50, tj. 15 metrů dlouhá loď), kterou si 6. září 2022 v německém Warnemünde pronajala skupina šesti osob. Mělo jít o pět mužů a jednu ženu. Loď poté na deset dní zmizela z radarů a znovu se objevila v přístavu na ostrově Christiansø, který je nejblíž od místa výbuchu a pod Dánsko. Následně zamířila do polského Kołobrzegu. Tou dobou již pravděpodobně na mořské dno byly umístěny výbušniny vybavené elektronickými rozbuškami. Mělo jít o cca 100 kg trhaviny oktogen, jejíž stopy byly na lodi nalezeny. Výbušniny na předem určená místa umístili pravděpodobně z lodi profesionální potápěči. Loď byla vrácena do domovského přístavu 23. září 2022, tedy tři dny před prvním výbuchem. Podle týdeníku byli sabotéři z Ukrajiny, kdo se však útok objednal, není zřejmé.
Ukrajina spojitost s útokem odmítla, stejně jako odmítly podíl na útoku USA i Británie. Mluvčí Bílého domu John Kirby řekl, že čeká na uzavření vyšetřování, které v Evropě vede Německo, Švédsko a Dánsko, jež informovaly Radu bezpečnosti OSN, že vyšetřování pokračuje a že z něho zatím nejsou žádné závěry. Britský deník The Times uvedl, že sabotáž údajně zosnovala vlivná soukromá osoba z Ukrajiny, která nemá vazby na prezidenta Volodymyra Zelenského. Rusko tvrzení o sabotáži proukrajinskou skupinou odmítlo jako trik západních médií ústy Dmitrije Peskova v agentuře RIA Novosti. Pravdivost informací znovu zpochybnil následující týden 13. února tajemník ruské bezpečnostní rady Nikolaj Patrušev ve vyjádření pro ruský deník Argumenty i fakta slovy „Kyjev (by) zničením plynovodu nic neztratil ani nezískal“.
Podle článku deníku The Wall Street Journal ze srpna 2024 útok spáchala výše uvedená skupina z jachty Andromeda, která se měla skládat z civilních potápěčů a vojáků. Plán se měl zrodit při oslavě po částečném odražení Ruské invaze na Ukrajinu v květnu 2022, financovat ho měla skupina ukrajinských podnikatelů, když celá akce měla stát jen asi 300 tis. dolarů (asi 7 mil. Kč). Akce měla být provedena s vědomím tehdejšího vrchního velitele Ozbrojených sil Ukrajiny Valerije Zalužného a ústně schválena i ukrajinským prezidentem Volodymyrem Zelenským. O plánu se měla dozvědět v červnu 2022  nizozemská vojenská rozvědka MIVD, která měla informaci předat americké CIA. Ta měla Zelenského vyzvat, aby akci zastavil. Ten tak měl učinit, ale Zalužný měl tento příkaz ignorovat.

#### Tanker Minerva Julie
Německý list Die Welt v březnu 2023 uvedl, že ve vodách kolem většího ostrova Bornholm, kde došlo k explozím plynovodů, se v první polovině září zdržoval řecký ropný tanker Minerva Julie, který od začátku invaze na Ukrajinu několikrát zavítal do ruských přístavů. Deník dále citoval otázku dánského datového analytika Olivera Alexandera: „Proč jachta (Andromeda) vyplula právě v době, kdy Minerva Julie křižovala místa pozdějšího výbuchu Nord Streamu 1?“

#### Ruské lodě Nymfen a Sibiryakov

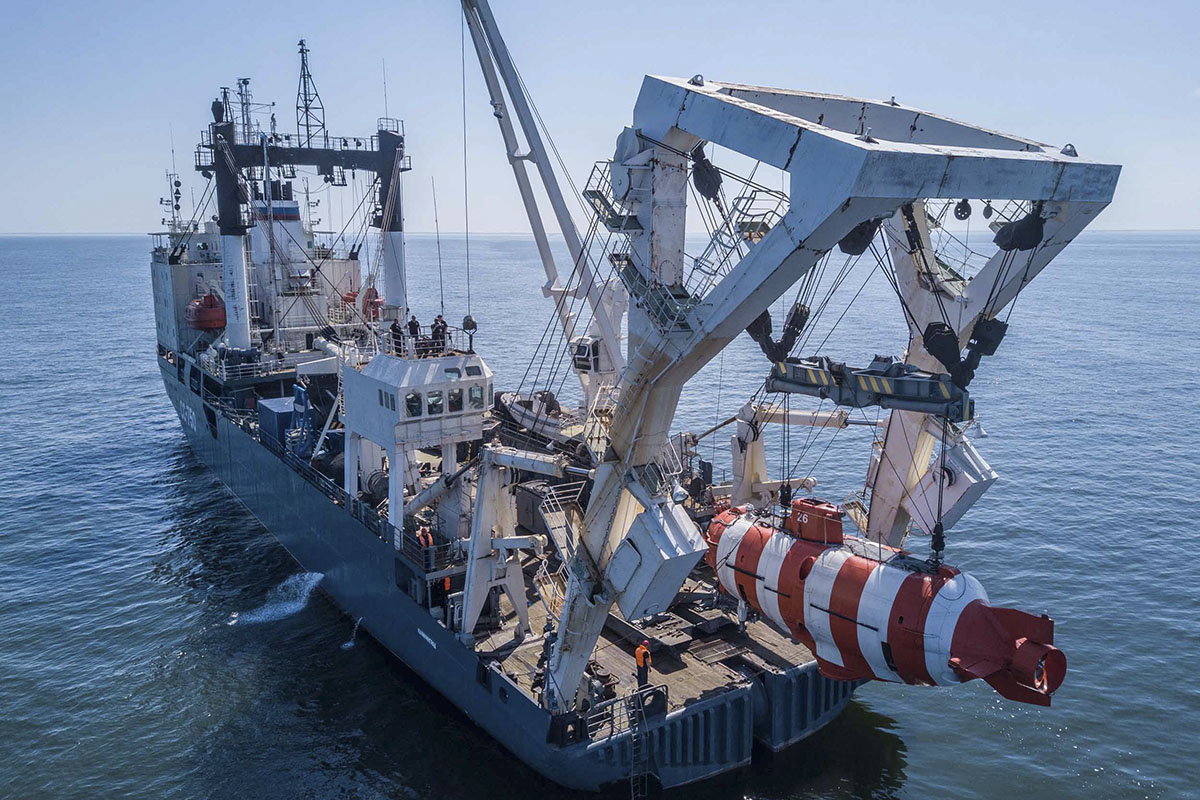
SS-750

Stanice BBC zveřejnila v květnu 2023 informace, že několik dní před výbuchem v kritické oblasti pohybovala ruská loď SS-750 určená pro záchranné operace ohledně ponorek, kterou vyfotografovala dánská hlídková loď. SS-750 plula z Kaliningradu a byla v blízkosti ostrova Bornholm dne 22. září 2022. Mezi červnem a zářím 2022 se v oblasti pohybovala také ruská výzkumná loď Sibiryakov, remorkér SB-123 a další neidenfikovaná vojenská ruská loď. První loď strávila 7. června 2022 hodiny nad místem pozdějšího výbuchu, kde plynovod leží ve hloubce 80 metrů. Sibiryakov připlul na stejné místo 14. června a zůstal do druhého dne. Remorkér ve stejné oblasti byl od 21. září do druhého dne, což potvrzují také satelitní snímky. Předpokládá se, že Sibiryakov je schopen operací pod vodou i na mořském dně, má k dispozici podvodního robota a je určen k záchranným operacím pro ponorky.

### Ukončení vyšetřování
Švédsko ukončilo 7. února 2024 vyšetřování možné sabotáže plynovodů, protože podle tamní prokuratury nemá pravomoc se záležitostí zabývat. Shromážděné materiály byly předány německým vyšetřovacím orgánům. Dánsko s vyšetřováním pokračuje a přislíbilo poskytnutí informací veřejnosti. Dánské úřady dne 26. února 2024 během vyšetřování dospěly k závěru, že poškození plynovodů bylo úmyslné, ale v Dánsku neexistují dostatečné důvody pro zahájení trestního stíhání.

## Další poškození v Baltu
Dne 8. října 2023 byl poškozen plynovod Balticconnector v Baltském moři mezi Estonskem a Finskem. K poškození došlo tažením kotvy nákladní lodi NewNew Polar Bear plující pod vlajkou Hong Kongu, která patří čínské společnosti. Vzápětí byl poškozen telekomunikační kabel mezi Švédskem a estonským ostrovem Hiiumaa. Loď po zastávce v Petrohradu plula po severní námořní trase spadající pod Rusko. Čína v srpnu přiznala, že za poškození může loď plavící se pod hongkongskou vlajkou s tvrzením, že šlo o nehodu.
Dne 18. listopadu 2024 byl poškozen 1200 kilometrů dlouhý podmořský komunikační datový kabel mezi Finskem a Německem vedoucí souběžně s plynovodem Nord Stream. Den před tím byl poškozen 218 kilometrů dlouhý kabel mezi Litvou a Švédskem. Jen pár dní před tím 15. listopadu 2024 irské lodě eskortovaly ruskou špionážní loď Jantar z oblasti, v níž se nachází klíčové energetické a internetové podmořské potrubí a kabely.